# TIME (スガシカオのアルバム)
『TIME』（タイム）は、スガシカオの6枚目のオリジナル・アルバム。2004年11月17日発売。

## 概要
- 「初回生産限定盤（CD+DVD）」「通常盤」の2種が同時リリースされた。
- 初回生産限定盤には、「秘密」「クライマックス」「光の川」のPVに加え、インタビュー・オフショットが収録されたDVDが同梱。
- 2008年1月3日に再発盤がリリース。

## 収録曲
| 全作詞・作曲: スガシカオ。 |                                     |            |            |      |
| #                          | タイトル                            | 作詞       | 作曲・編曲 | 時間 |
| 1.                         | 「サナギ」                          | スガシカオ | スガシカオ | 4:23 |
| 2.                         | 「カラッポ」                        | スガシカオ | スガシカオ | 4:43 |
| 3.                         | 「光の川」                          | スガシカオ | スガシカオ | 4:59 |
| 4.                         | 「アーケード」                      | スガシカオ | スガシカオ | 4:12 |
| 5.                         | 「クライマックス（Album Version）」 | スガシカオ | スガシカオ | 4:17 |
| 6.                         | 「June」                            | スガシカオ | スガシカオ | 4:28 |
| 7.                         | 「あくび」                          | スガシカオ | スガシカオ | 3:56 |
| 8.                         | 「魔法」                            | スガシカオ | スガシカオ | 4:42 |
| 9.                         | 「秘密」                            | スガシカオ | スガシカオ | 4:48 |
| 10.                        | 「風なぎ」                          | スガシカオ | スガシカオ | 4:23 |
| 合計時間:                  | 合計時間:                           | 44:51      |            |      |

| #  | タイトル                       | 作詞 | 作曲・編曲 |
| -- | ------------------------------ | ---- | ---------- |
| 1. | 「秘密」(Video Clip)           |      |            |
| 2. | 「クライマックス」(Video Clip) |      |            |
| 3. | 「光の川」(Video Clip)         |      |            |
| 4. | 「インタビュー・オフショット」 |      |            |

### 楽曲解説
1. サナギ
  - 18thシングル「奇跡／夏陰／サナギ」にアレンジされたバージョンが収録されている。
  - 松竹配給アニメ映画『劇場版xxxHOLiC真夏ノ夜ノ夢』主題歌
2. カラッポ
3. 光の川
  - 17thシングル「光の川」収録
  - TBS系ドラマ『こちら本池上署』主題歌
4. アーケード
  - 16thシングル「クライマックス」収録
5. クライマックス（Album Version）
  - 16thシングル「クライマックス」収録
6. June
  - 積水ハウス「シャーメゾン」CMソング
7. あくび
8. 魔法
9. 秘密
  - 15thシングル「秘密」収録
10. 風なぎ
  - フジテレビ系アニメ『ハチミツとクローバーII』挿入歌
  - OAD『xxxHOLiC・籠 〜XXXホリック・ロウ〜』主題歌

## 演奏
- スガシカオ
  - Vocal & Electric Guitar
  - Acoustic Guitar (#1-8.10)
  - Bass (#1.2.3.4.6.8.9)
- 森俊之
  - Keyboards (#1.2.3.5-10)
  - Programming (#2.3.5-10)
  - Moog Bass & Brass Arrangement (#5)
  - Bass (#7)
- 中村文俊：Programming (#1.9)
- 沼澤尚：Drums (#2.3.6.7)
- 間宮工：Electric Guitar & Programming (#4)
- 村田陽一：Trombone (#5)
- 西村浩二：Trumpet (#5)
- 小池修：Tenor Sax (#5)
- 本間将人：Alto Sax (#5)
- 山本拓夫：Tenor Sax Solo (#5)
- ヘルスエンジェルス'04：Chorus (#8)
- 佐藤洋介 (COIL)：Electric Guitar (#9)